# Dominique-Jean Larrey
Dominique-Jean Larrey, Barón Larrey (Beaudéan, 8 de julio de 1766 - Lyon, 25 de julio de 1842) fue un cirujano que, en las guerras napoleónicas, creó el transporte por ambulancia e introdujo los principios de la sanidad militar moderna, realizando los primeros triajes en los campos de batalla.

## Infancia
Nació en Beaudéan, un pequeño pueblo de los Pirineos, en el sur de Francia (departamento de Midi–Pyrénées, cerca de Bagnères de Bigorre), el 8 de julio de 1766. Quedando huérfano a corta edad, después de la muerte de su padre, zapatero de oficio, fue educado por el sacerdote de la parroquia, Abbot Grasset quien, reconociendo en el muchacho grandes aptitudes, le instruyó durante diez años en disciplinas diversas incluyendo el latín y el francés.

## Formación quirúrgica

### Estudios de cirugía en Toulouse

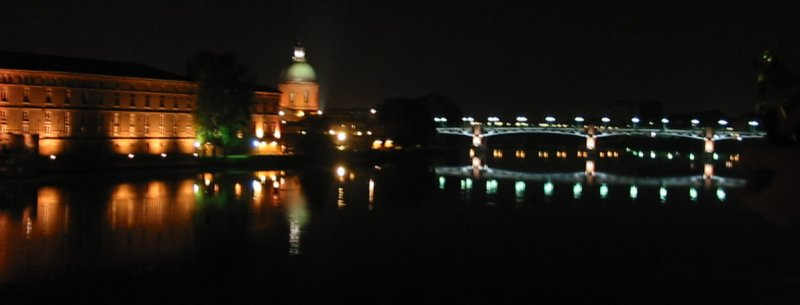
Visión nocturna del puente de Saint Pierre de Toulouse con la cúpula de cobre del Hospital Saint-Joseph de la Grave al fondo

Con antecedentes familiares en la dedicación a la cirugía (su abuelo había sido cirujano barbero en Tarbes y su tío ejercía la cirugía en Toulouse) decidió afrontar los estudios de cirugía. En 1780, a la edad de 13 años viajó a pie durante cinco días hasta Toulouse para reunirse con su tío, Alexis Larrey, Cirujano Jefe del Hospital Saint-Joseph de la Grave de Toulouse.
Estudió en la Escuela de Cirugía donde en 1786 obtuvo el primer premio de la sociedad Saint-Joseph de La Grave, otorgándole la titulación de Professeur élève. Escribió una tesis sobre las caries, La carie des os, por la que obtuvo como distinción la médaille de vermeil aux armes de la ciudad de Toulouse. En la misma época se afilió a la logia masónica de los Écossais fidèles.

### Formación en París

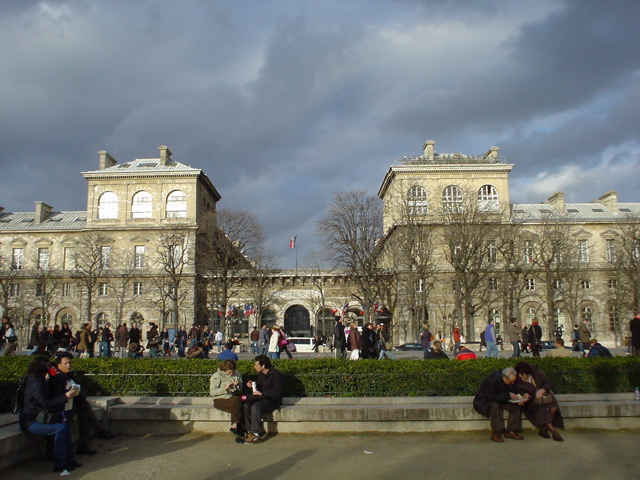
Hôtel de Dieu de Paris

En 1787 viaja a París para consolidar su conocimiento de la cirugía con el prestigioso cirujano del Hospital de l’Hôtel-Dieu, Pierre Joseph Desault (1744–1795). En un primer momento, acepta un puesto de cirujano en la Armada Francesa, siendo destinado a la fragata La Vigilante, encargada de patrullar en las costas de Terranova. Sin embargo, sus continuos mareos, lo que llama mal de mer, le hacen desistir y abandona la Armada.
Tras su fracaso como médico naval, vuelve a París para ejercer como cirujano ayudante en el Servicio de Desault del Hôtel de Dieu y posteriormente en los Inválidos con otro cirujano de prestigio, Raphaël-Bienvenu Sabatier. Participa activamente en los movimientos de la Revolución Francesa y en 1792 se casa con Charlotte Elizabeth, hija del ministro de finanzas, René Laroux.

## Larrey, médico militar napoleónico

### Creación del transporte en ambulancia

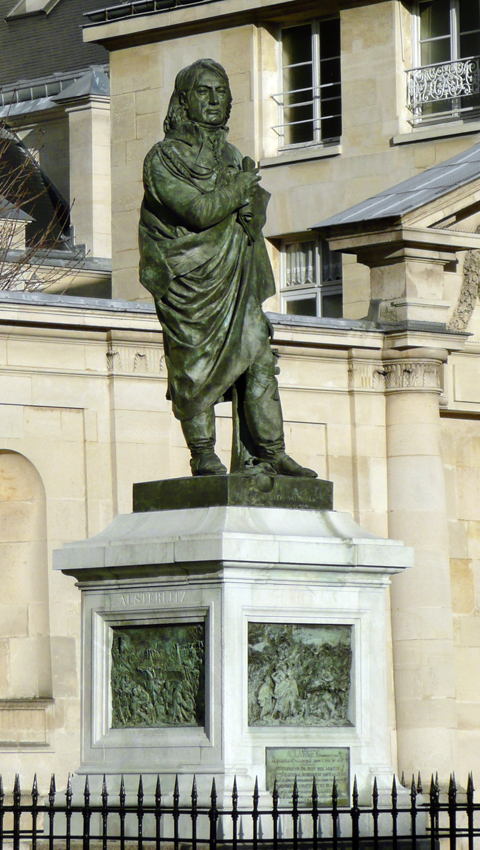
Estatua de Dominique-Jean Larrey en la Iglesia de Val -de-Grace (Paris)

En 1792, con el estallido de la guerra franco-austríaca, se incorporó como médico de oficiales en el ejército del Rin. Atónito ante la obsoleta organización sanitaria militar propone una innovación estratégica que de hecho representa la concepción de la sanidad militar moderna. Hasta entonces, los soldados heridos en combate permanecían en el campo de batalla hasta la finalización del enfrentamiento, a veces hasta 24 horas después del inicio de las hostilidades. Sólo entonces los heridos eran evacuados hasta el hospital de campaña que, según las ordenanzas, debía situarse a unos cinco kilómetros del campo de batalla. Larrey observó que era distancia y tiempo suficientes para que la mayor parte de los heridos falleciera antes de recibir ayuda. Todo ello contando que los soldados tuvieran la suerte de pertenecer al bando victorioso. En caso contrario los heridos eran abandonados o rematados en el mismo campo de batalla.
Los resultados de una escaramuza en Limburgo son el detonante para que Larrey solicite permiso para la creación de un servicio de ambulancias, compuesto por equipos formados por un médico, un oficial de intendencia, un suboficial, 24 soldados y un tambor encargado de llevar el material de vendaje. Junto a la parte humana, el servicio se complementaba con 12 camillas ligeras, 4 pesadas y 1 carreta, diseñada especialmente por Larrey y denominada ambulance volante, que combinaba la rapidez con la seguridad y la comodidad y que consistía en una cámara cerrada que estaba unida, por medio de ballestas, a un carro ligero de dos ruedas y tirado por dos caballos. Las pistoleras de las sillas de montar fueron transformadas en bolsas de transporte para material sanitario. Su propuesta era seguir la vanguardia del ejército y asistir "in situ" a las víctimas y ser trasladadas al hospital de campaña. Las ambulancias volantes tuvieron su bautismo de fuego en la batalla de Landau, en el transcurso de la cual Larrey fue herido en una pierna, pese a lo que siguió operando. El éxito fue total, y Larrey fue destinado en 1793 a París con el fin de organizar un servicio de ambulancias volantes para todo el ejército.

### Relación con Napoleón

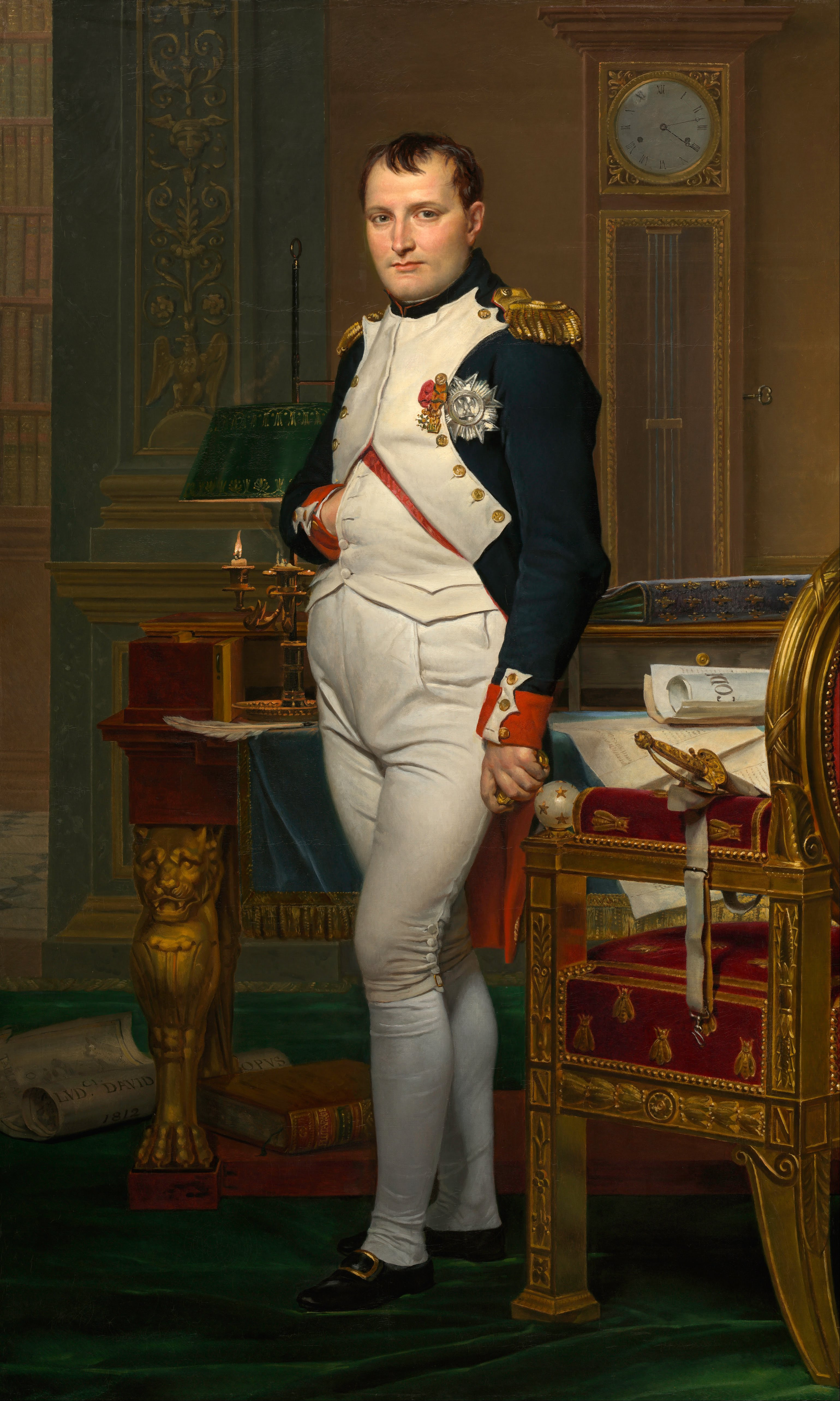
Napoleón, por Jacques-Louis David

Conoció a Napoleón en Toulon en 1794, cuando Larrey fue destinado como Cirujano en Jefe al ejército encargado de recuperar Córcega a los ingleses y Napoleón era un prometedor comandante de artillería. Siguió a Napoleón en todas sus campañas, desde la de Italia en 1797 hasta Waterloo en 1815, a lo largo de casi 18 años. Larrey sirvió en un total de 25 campañas, con 60 grandes batallas y 400 enfrentamientos menores. Napoleón siempre le tuvo en gran consideración. No en vano, le consideraba un elemento importante en sus campañas por el efecto que la nueva organización en la evacuación de los heridos ejercía en la moral de la tropa. Tras las campañas de Córcega, España y Oriente, regresó a Francia y recibió de Napoleón el título de barón y el nombramiento de cirujano honorífico de los Chasseurs de la Garde (cuerpo de guardia personal del Emperador). Fue citado por Napoleón en su testamento en Santa Elena con estas palabras: «Para el cirujano del ejército francés barón Larrey dejo la suma de cien mil francos. Es el hombre más virtuoso que he conocido. Ha dejado en mi espíritu la idea de un verdadero hombre de bien».

### La campaña de Egipto

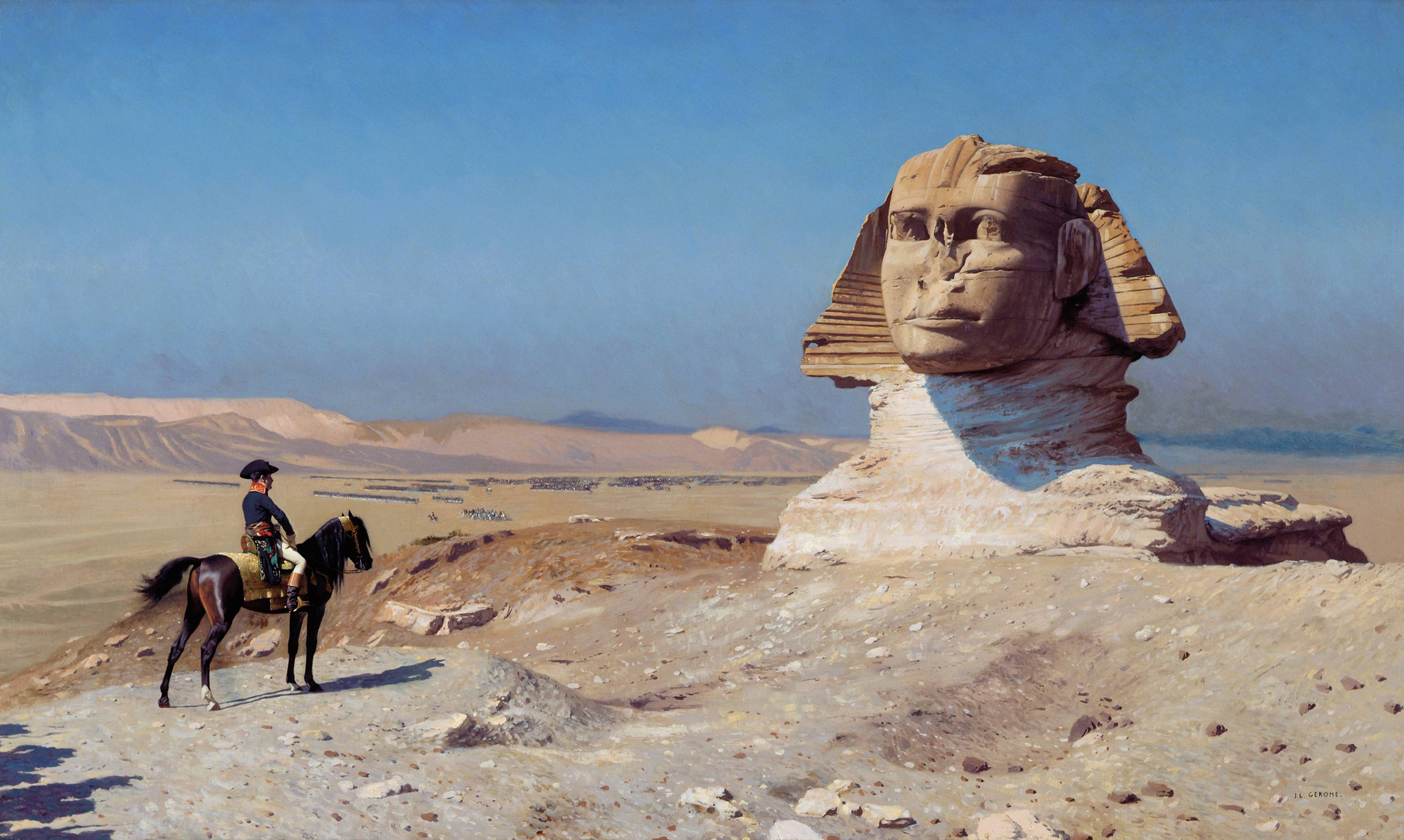
Bonaparte ante la esfinge, por Jean-Léon Gérôme, c. 1868

Nombrado cirujano en jefe del ejército de Oriente, Larrey inaugura nuevas prácticas quirúrgicas e inventa un sistema de ambulancias a lomos de dromedarios. Mandará a equipar a los dromedarios con cestos de hojas de palmera, suspendidos a cada costado de la joroba por correas elásticas. Estos sostendrán a los heridos en un colchón, sosteniendo brazos y piernas en una tabla de báscula. Se harán 24 ambulancias por cada división del ejército de Oriente que parten el 10 de febrero de 1799 en la campaña de Siria.
Él será quien le ampute un brazo al general Louis Marie de Caffarelli du Falga por una herida de bala durante el sitio de San Juan de Acre, tres semanas después el general morirá por una fiebre y Larrey practicara la autopsia. Llega a coser la lengua de un oficial gravemente herido, antes de hacer que le alimenten por sonda y después con biberón. Contrariamente a las recomendaciones de Ambroise Paré observadas por los cirujanos desde hace dos siglos, Larrey cierra heridas torácicas acompañadas de hemorragia; el éxito del método le abrirá las puertas de los manuales de medicina. Conserva el cadáver Suleiman al-Halabi, asesino del general Jean Baptiste Kléber, que sería transportado a Francia con fines científicos.
En El Cairo, da un curso de cirugía y entra en el instituto de Egipto el 4 de julio de 1799. El cirujano en jefe será uno de los últimos miembros del instituto en dejar Egipto el 27 de octubre de 1801 acompañando al general Jacques François de Boussay, barón de Menou, a quien cura de la peste en el barco que los lleva a Francia. Publicará dos años más tarde Relation historique de l’expédetion de l’armee d’Orient en Égyte et en Syrie.

### Reconocimiento de soldados y militares

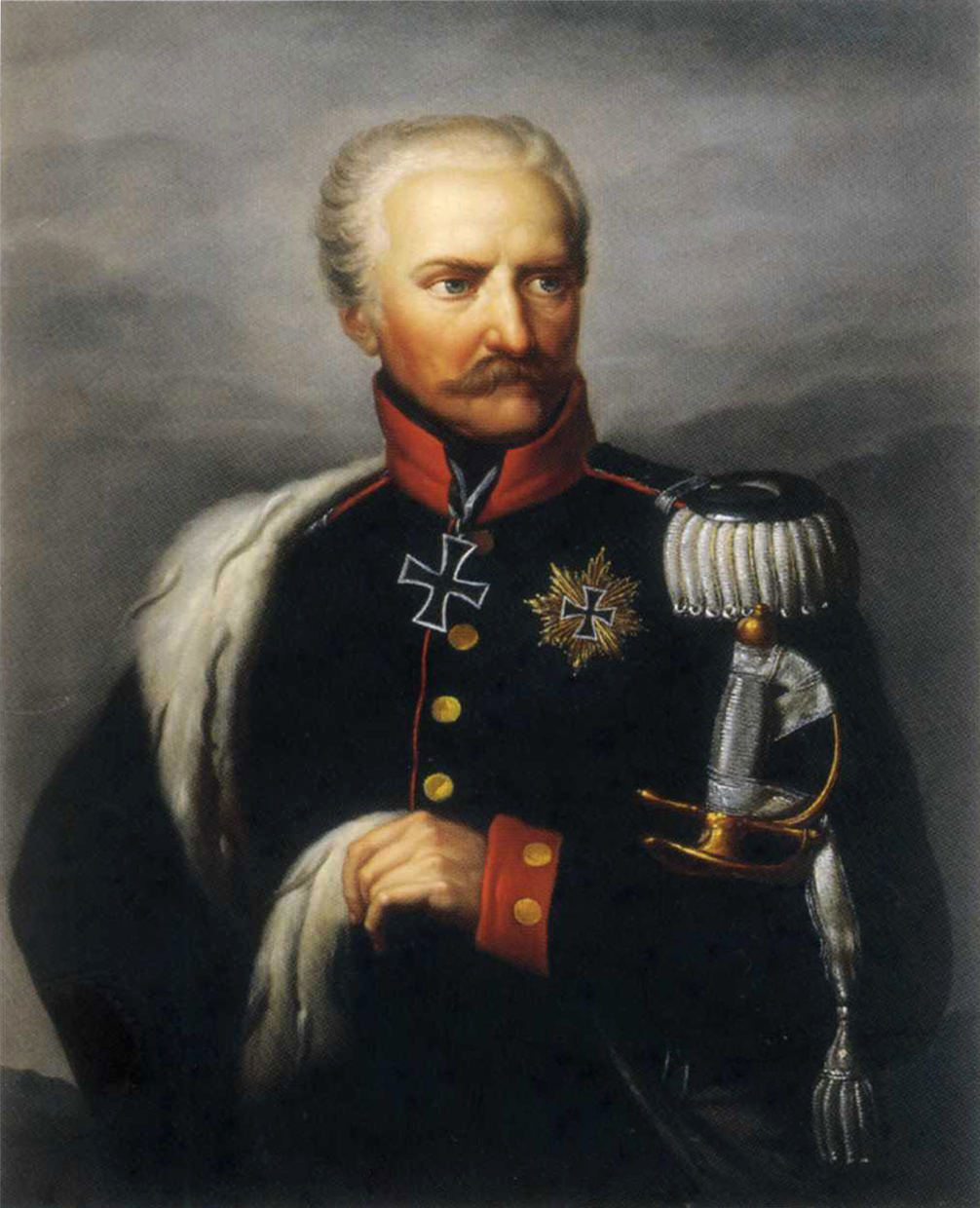
Von Blücher

Fue extraordinariamente popular entre los soldados, quienes le denominaban «la Providencia del soldado» desde que fuera bautizado con este sobrenombre en la campaña de Egipto. Estableció un orden de prioridad en la asistencia a los heridos independiente del rango que ostentasen e incluso del ejército al que perteneciesen. En numerosas ocasiones atendió a heridos de los combatientes enemigos, ganando también entre ellos el reconocimiento de su abnegación.
Durante la decisiva Batalla de Waterloo, el Duque de Wellington quedó sorprendido por la visión de una ambulancia francesa en proximidad de la vanguardia del ejército británico. Cuando el general fue informado de que el cirujano que atendía a los heridos en la ambulancia era Larrey en persona, el duque de Wellington, conocedor de su fama, se quitó el bicornio y le saludó con esta expresión, «Yo saludo el honor y la lealtad de tal doctor».

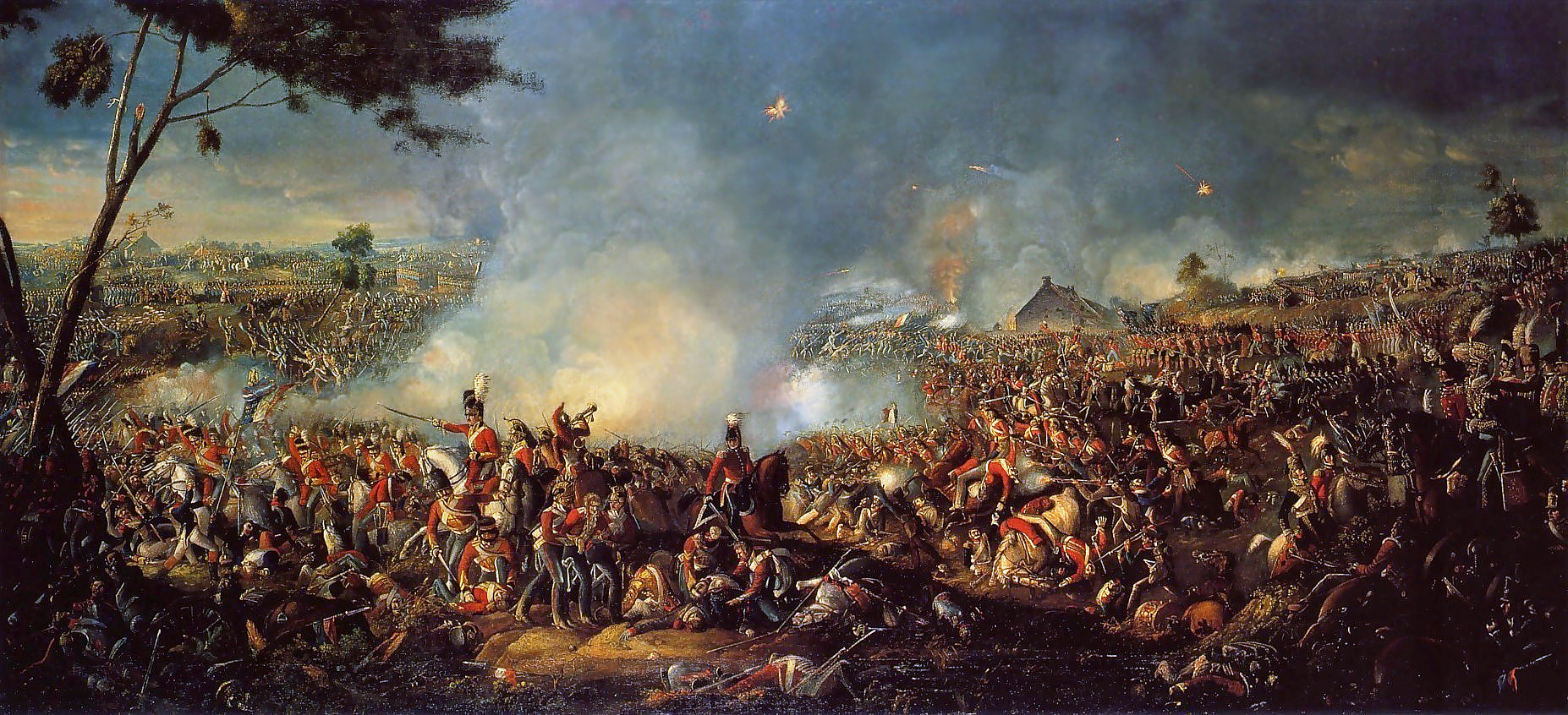
La Batalla de Waterloo, por William Sadler (1782–1839)

Acto seguido, ordenó redirigir la línea de fuego para salvaguardar al cirujano y su ambulancia. Esta consideración le salvó la vida al final de la batalla, cuando fue apresado por los prusianos y condenado a morir fusilado, pero escapó de ella por la intercesión, ante el mariscal Gebhard Leberecht von Blücher, comandante en jefe del ejército prusiano, de un médico alemán que había sido alumno suyo y que le reconoció.
Conducido ante la presencia de Blücher, éste le agradeció profundamente haber salvado la vida de su hijo, herido y capturado por los franceses en una campaña previa en Austria. Le ofreció alimentos, dinero y salvoconducto para viajar a territorio neutral.

## Actividad posterior y muerte

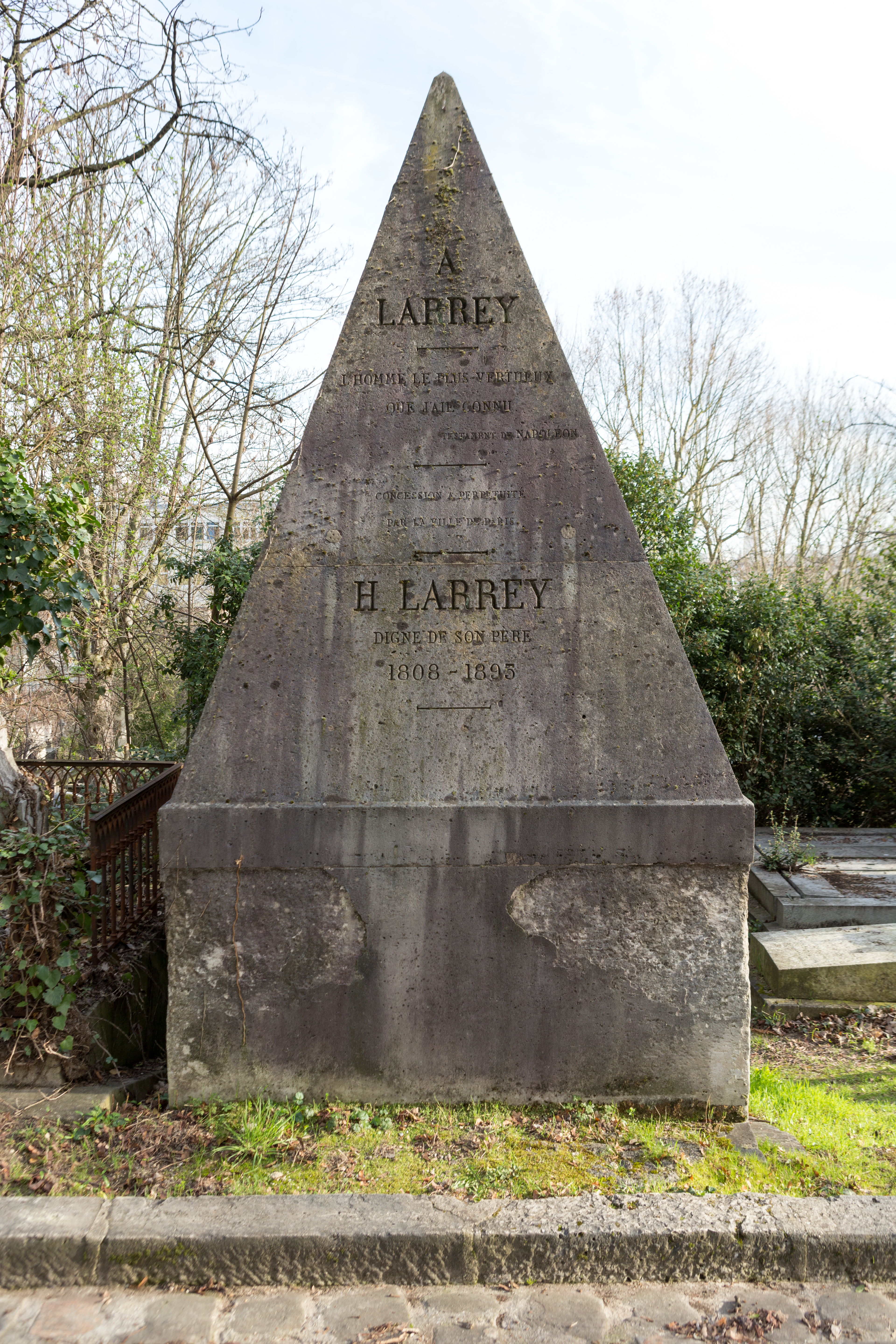
Tumba de Larrey en el cementerio de Père-Lachaise, con el epitafio A Larrey, l'homme le plus vertueux que j'aie connu, extr. del testamento de Napoleón

Después de las guerras napoleónicas prosiguió su actividad como cirujano en Francia y fue nombrado cirujano jefe del Hospital de los Inválidos en 1838. Murió en Lyon el 25 de julio de 1842, a la edad de 76 años. Había viajado a Argelia con su hijo Hippolyte para inspeccionar los hospitales militares, cuando emprendió un precipitado viaje de regreso al conocer que su esposa había caído gravemente enferma. En el curso del viaje desarrolló una neumonía que le causaría la muerte 24 horas después de su llegada y poco después del fallecimiento de su esposa.

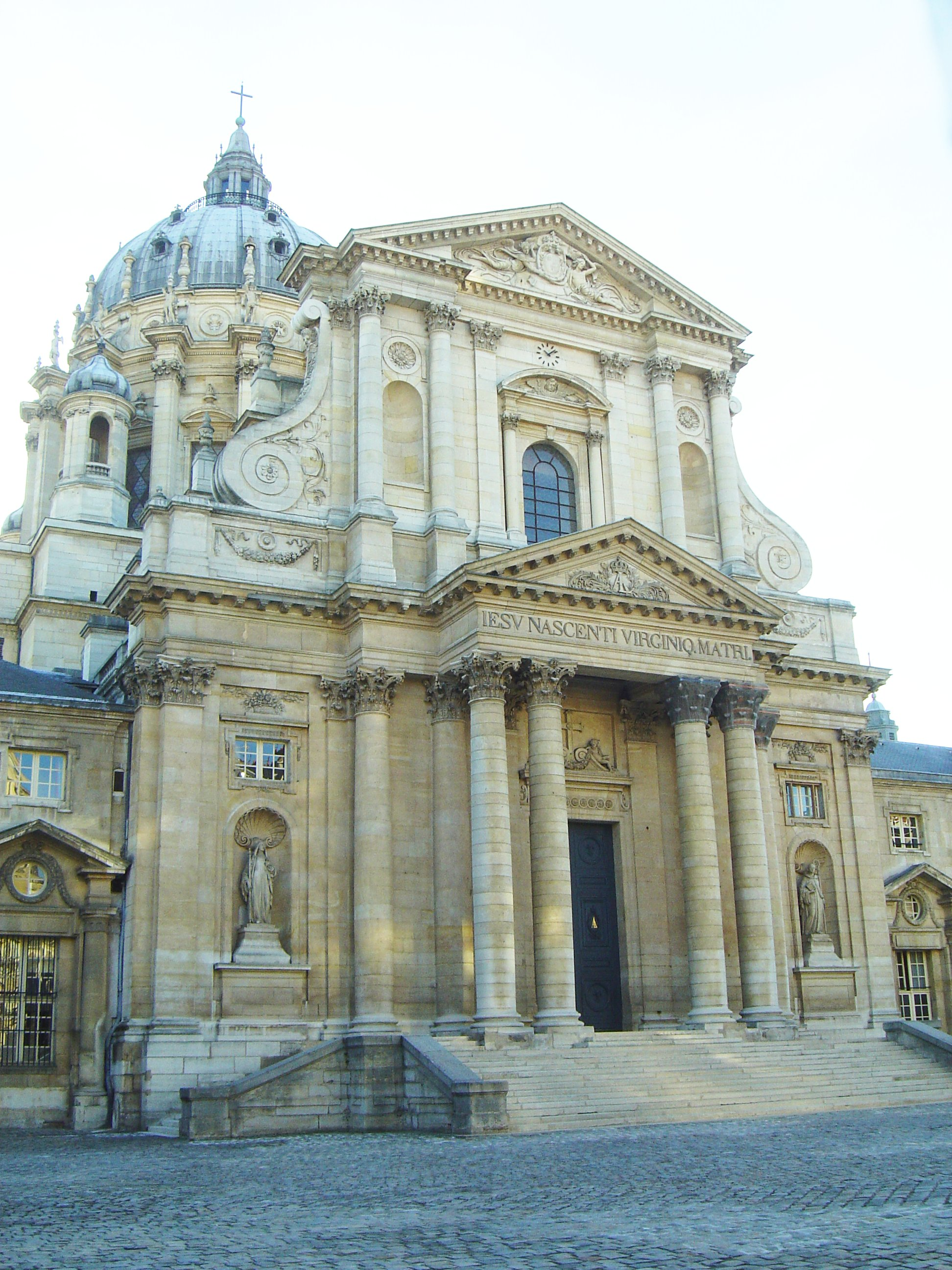
Capilla del Hospital Militar de Val-de-Grâce, donde se albergó el corazón de Larrey

Larrey había manifestado su deseo de ser enterrado en Les Invalides, entre sus soldados. Este deseo no fue respetado debido a la oposición del ministro de la guerra, Nicolas Jean de Dieu Soult.
Soult había protagonizado un contencioso con Larrey, quien le había desautorizado ante Napoleón por la cuestión de las alegaciones de las automutilaciones de los soldados. Soult nunca perdonó a Larrey esa afrenta pública. Como simple cirujano, se le negó a Larrey el reposo entre los mariscales, los generales y los soldados.
Fue enterrado en el cementerio del Père Lachaise de París, separando su corazón y vísceras, que fueron guardadas en una cámara acorazada en la capilla del Hospital Militar de Val-de-Grâce, en París.
Sin embargo, la voluntad de Larrey fue finalmente respetada el 15 de diciembre de 1992, cuando sus restos fueron trasladados al Hôtel des Invalides, gracias a la intercesión de la Sociedad Francesa de Historia de la Medicina.

## Otros aportes médicos

### Aporte a la literatura médica
Su aporte a la literatura médica se concretó principalmente con los libros Mémoires de chirurgie militaire, en cuatro volúmenes, Recueil de mémoires de chirurgie y Clinique chirurgicale, resumen de casi cuarenta años de ejercicio de la cirugía militar.

### Procedimientos, observaciones y descripciones médicas

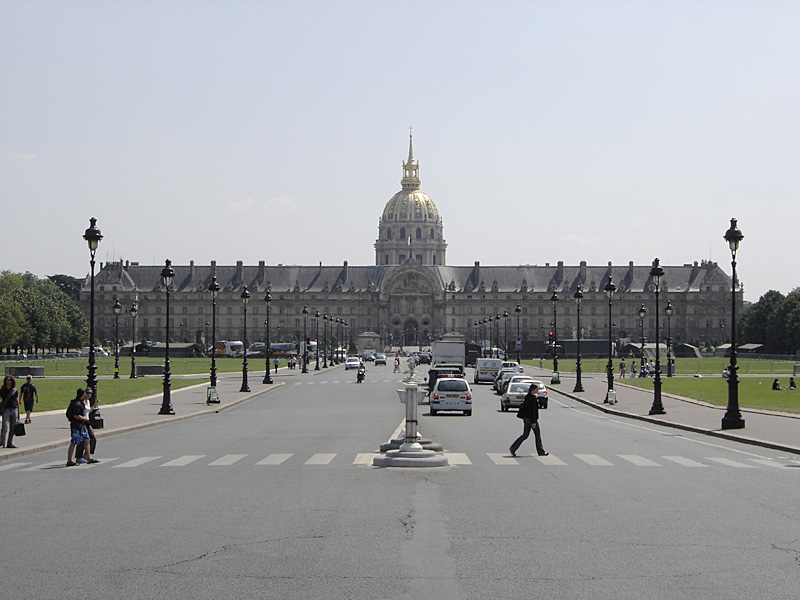
Hôtel des Invalides, donde reposan los restos de Larrey desde 1992

Como cirujano militar adquirió notable habilidad en amputaciones rápidas y precisas. Era capaz de realizar una amputación en menos de cinco minutos. Hay que tener en cuenta la ausencia de anestesia y que el dolor sólo era aliviado con la ingesta de bebidas alcohólicas. Se dice, que durante la desastrosa campaña de Rusia, en las 24 horas posteriores a la batalla de Batalla de Borodino realizó más de 200 amputaciones y en la Batalla del Berezina 234. Creía muy importante una amputación precoz de las extremidades gravemente dañadas para evitar los efectos de la gangrena y el tétanos.
Se conoce como "amputación de Larrey" el procedimiento consistente en la realización de un cono de base externa y vértice interno, con el área de corte a tres niveles, piel, músculo y hueso. Describió un tipo de amputación con desarticulación del hombro que se conoce como procedimiento de Larrey (método de desarticulación del hombro por una incisión que se extiende desde el acromion a lo largo del brazo en una longitud de 10 centímetros y desde ese punto alrededor del brazo hasta el centro de la axila).

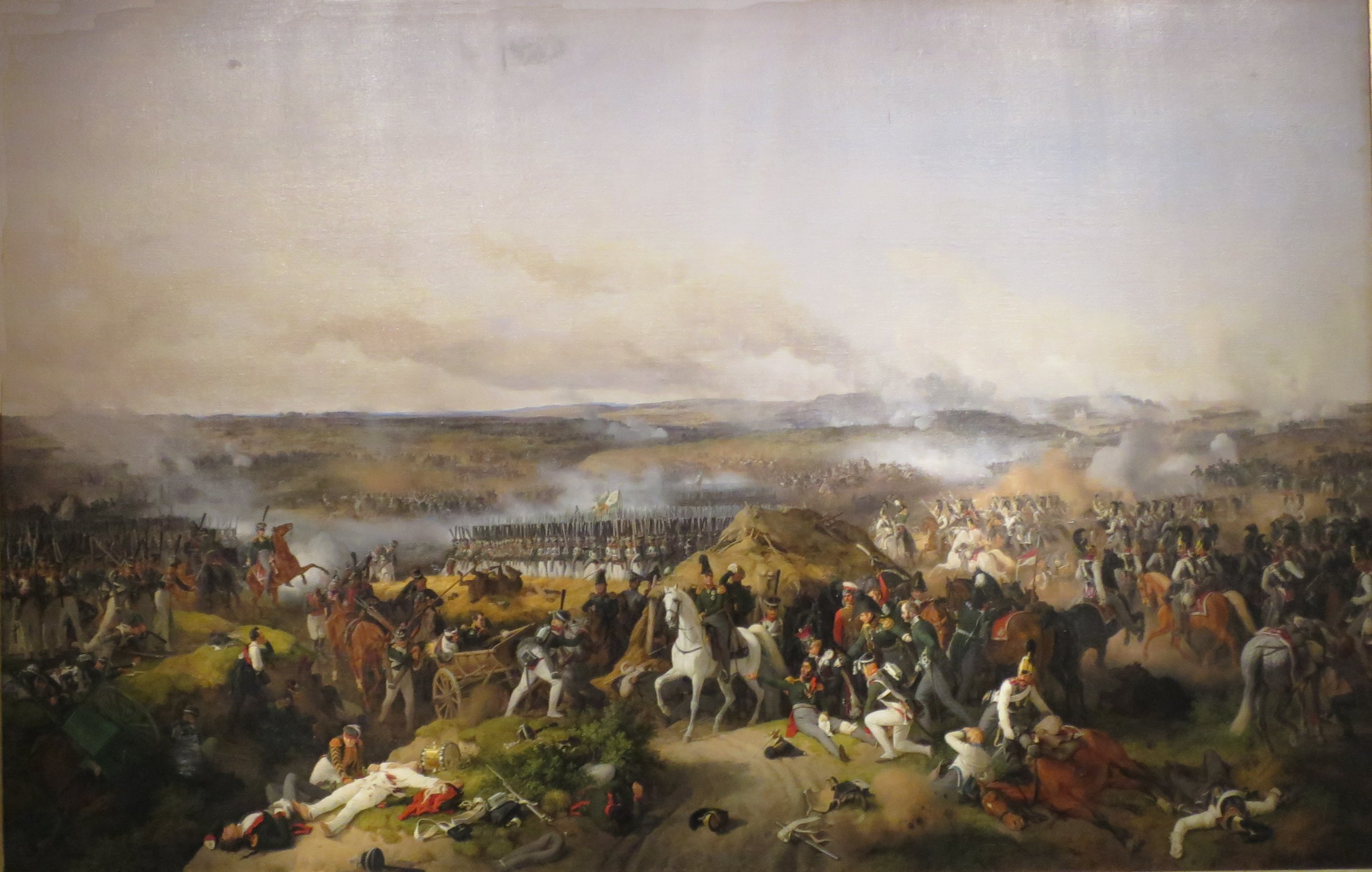
La batalla de Borodino de Pieter Von Hess

Realizó también interesantes observaciones sobre los mecanismos de la hemostasia, sobre procedimientos de drenaje del empiema, del hemotórax y del hemopericardio y sobre la conveniencia de aislamiento de pacientes con infección. Describió de forma muy precisa la manifestación clínica del tétanos por lo que también se conoce como enfermedad de Larrey. Ha dado su nombre a un signo clínico de la sacrocoxalgia, conocido como signo de Larrey, que consiste en un dolor intenso en la sínfisis sacroilíaca que se percibe al sentarse bruscamente sobre un plano resistente.
El trígono esterno-costal izquierdo del diafragma (área del diafragma, de pequeña dimensión y mayor debilidad, en la parte anterior del diafragma y adyacente a la inserción esterno – costal del músculo) es conocida como hendidura de Larrey por su descripción como vía idónea para el drenaje del hemopericardio.
En definitiva, fue un cirujano polifacético y excepcional cuya principal aportación fue la organización de la rápida evacuación de heridos, con la introducción de un sistema de transporte ágil en ambulancias, y la realización de los primeros triajes de la historia. Renovó totalmente la sanidad militar. La nueva concepción de Larrey en la asistencia a los heridos de guerra fue incorporada por todos los ejércitos del mundo. El mismo concepto también ha sido incorporado después por la sociedad civil en su aplicación al transporte de accidentados y enfermos.